# Marquesado de Gadea-Orozco
El marquesado de Gadea Orozco es un título pontificio expedido por el papa León XIII al magistrado, senador por la Sociedad Económica de Valencia (1899-1904) y doctor en leyes valenciano Vicente Gadea Orozco, nacido en Altea, Alicante en 1840.

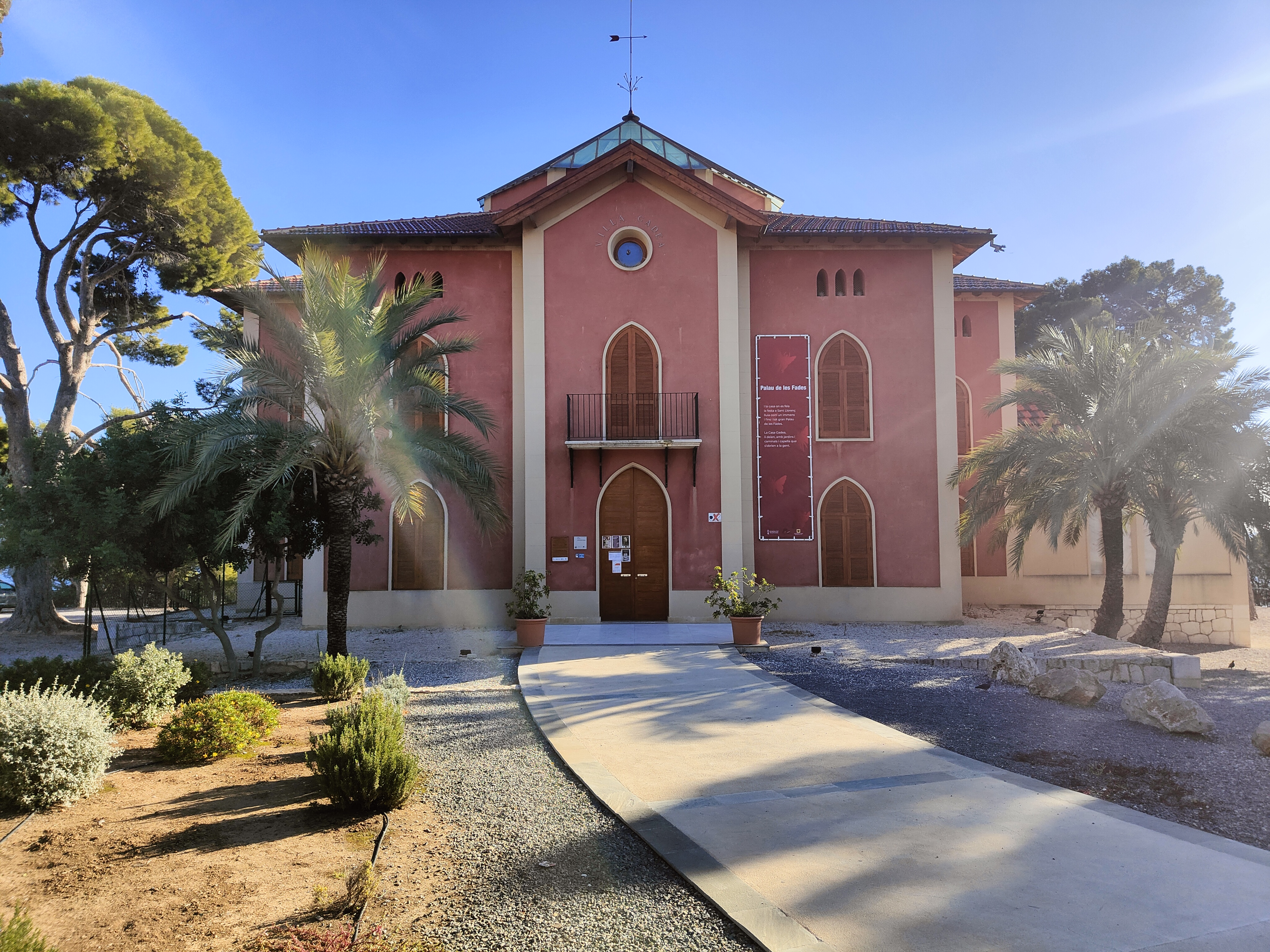
Villa Gadea, en Altea

El título fue heredado por su hija María de los Ángeles Gadea, que murió en 1950, extinguiendo dicho marquesado y dejando tras de si un inmenso conflicto testamentario debido a que no tuvo hijos, haciendo que el ayuntamiento de la villa se quedase con gran parte de su patrimonio, entre el que se encuentra una espléndida villa italianizante construida en las afueras de Altea, "Villa Gadea" o "Villa de los Ángeles" y sus jardines colindantes (reformados), que han perdido la exuberancia de su nacimiento al mismo borde del mar mediterráneo en la playa de "l'Olla", de donde se dispara el conocido espectáculo pirotécnico del mismo nombre.
Hoy por hoy uno de sus descendientes indirectos intenta recuperar esta dignidad pontificia.